# عروس مرده
عروسِ مُرده (به انگلیسی: Corpse Bride) پویانمایی استاپ‌موشن موزیکال به کارگردانی مشترک تیم برتون و مایک جانسون محصول مشترک آمریکا و بریتانیا در سال ۲۰۰۵ است. فیلم‌نامه این فیلم توسط جان اوگست، کارولین تامپسون و پاملا پتلر بر اساس شخصیت‌های خلق شده توسط برتون و کارلوس گرنجل به رشته تحریر درآمده است. فیلم روایتی میان دنیای زندگان و مردگان است. دنیای بی‌روح زندگان که در آن رنگ‌ها مرده و انسان‌ها بیمار و رنجورند و دچار روزمرگی و تزویرند و در عوض در دنیای مردگان همه شاد و مهربانند و محیطی با رنگ‌های شاد دارند و برخلاف زندگان در حال عشق ورزیدنند. علی‌رغم فضای تاریک و تلخی موجود در جهان داستانی این پویانمایی، نکوهش تزویر و شرارت از نقاط قوت آن به‌شمار می‌آید. جانی دپ صداپیشگی ویکتور را بر عهده دارد، در حالی که هلنا بونهام کارتر صداپیشگی امیلی، عروس مرده را بر عهده دارد. عروس مرده اولین فیلم بلند استاپ‌موشن کارگردانی شده توسط برتون است که پیش از این فیلم‌های کابوس پیش از کریسمس (۱۹۹۳) و جیمز و هلوی غول‌پیکر (۱۹۹۶) به تهیه‌کنندگی وی بود.
نمایش افتتاحیه عروس مرده  در ۷ سپتامبر ۲۰۰۵ در طی شصت و دومین جشنواره فیلم ونیز بود و سپس در ۲۳ سپتامبر در ایالات متحده و ۱۳ اکتبر در سینماهای بریتانیا اکران شد و با موفقیت تجاری و استقبال منتقدان روبرو شد. این فیلم در هفتاد و هشتمین دوره جوایز اسکار نامزد دریافت جایزه اسکار بهترین فیلم پویانمایی شد.

## داستان
داستان در شهر کوچکی در انگلستان و در دورهٔ ویکتوریایی اتفاق می‌افتد. ویکتور ون دورت و ویکتوریا دورگلات بنا به ملاحظات مالی و اجتماعی خانواده‌هایشان می‌خواهند با هم ازدواج کنند. در هنگام تمرین مراسم عروسی، ویکتور مدام خطابه‌ای را که باید بگوید فراموش می‌کند و کشیش به او می‌گوید اگر اینگونه بخواهد به فراموش‌کاری‌هایش ادامه بدهد، عروسی باید به تعویق بیفتد. او با ناراحتی به جنگل می‌رود و شروع به تکرار خطابه‌اش می‌کند تا آن‌ها را حفظ کند، پس از کلی تلاش نا موفق تصمیم می‌گیرد که جنگل را کلیسا در نظر بگیرد تا شاید جواب بدهد و از قضا اینکار جواب می‌دهد و در نهایت برای اتمام تمرین، شاخه درختی که مانند یک دست از زمین بیرون آمده است را دست ویکتوریا فرض می‌کند و حلقه را در آن می‌گذارد. شاخه در حقیقت دست عروس مرده‌ای است که از خاک بیرون مانده است. (در حقیقت ویکتور حلقه را در انگشت اشاره شاخه قرار داد ولی بعد تبدیل شدن شاخه به دست، حلقه در درون انگشت حلقه یا چهارم دست وجودداشت که به معنی ازدواج است) ویکتور حلقه را در دست دختری به نام امیلی می‌کند و بلافاصله امیلی از خاک بیرون می‌آید و به دنبال ویکتور که فرار می‌کند می‌رود تا وقتی که او را یک گوشه‌گیر می‌اندازد. ویکتور از شدت ترس بی‌هوش می‌شود و هنگامی که بیدار می‌شود در دنیای مردگان است.
در آنجا اسکلتی با صدا پیشگی دنی الفمن داستان زندگی امیلی را به صورت آهنگ می‌گوید که وقتی او زنده بود یک فرد غریبه را او را فریب داده که با او ازدواج کند و امیلی با او قرار گذاشت که شبانه با او فرار کند ولی آن فرد جواهرات او را می‌دزدد و امیلی را می‌کشد. امیلی بعد از دیدن ویکتور وارد عشق یک‌طرفه می‌شود. از طرفی ویکتور عاشق ویکتوریاست و از آنجایی که به دنبال راه فراری از دنیای مردگان است، امیلی را فریب می‌دهد که می‌خواهد حتماً مادرش را ببیند و خبر ازدواجش را به او برساند و امیلی او را پیش فردی به نام الدر گودنکت می‌برد که آنها را برای مدت کوتاهی به دنیای زندگان ببرد. الدر گودنکت با درخواست آنها موافقت می‌کند و وقتی آن‌ها وارد دنیای زندگان می‌شوند ویکتور از امیلی درخواست می‌کند به دنبال او نیاید تا متوجه فریب خوردنش نشود. او با بالا رفتن از دیوار خانه دورگلات‌ها با ویکتوریا در اتاقش ملاقات می‌کند. کمی بعد امیلی طاقت نمی‌آورد و به دنبال رد پای ویکتور می‌رود و او را در کنار ویکتوریا می‌بیند و عصبانی می‌شود و ویکتور را با خودش برمی‌گرداند و با او قهر می‌کند. خانواده ویکتوریا که در حال ورشکستگی بودند دنبال دامادی جایگزین بودند و غریبه ای مرموز به نام لرد بارکیس که از ورشکستگی آنها خبر نداشت، آمادگی خود را برای ازدواج با ویکتوریا اعلام می‌کند. در دنیای دیگر ویکتور موفق می‌شود که با امیلی آشتی کند و وقتی متوجه خبر ازدواج ویکتوریا می‌شود از برگشت به دنیای زندگان ناامید می‌شود. الدرگودنکت به امیلی می‌گوید پیمان ازدواج تا هنگام مرگ پایدار است و از آنجایی که امیلی مرده است، هیچ ازدواجی صورت نگرفته و به او پیشنهاد می‌دهد تا ویکتور را بکشد و پیمان آن‌ها دوباره بسته شود ولی امیلی گریه کنان می‌گوید که نمی‌تواند این کار را کند، ویکتور هم که حرف‌های آن‌ها را مخفیانه گوش می‌داد و ناامید از اینکه به ویکتوریا نرسیده بود از باطن پاک امیلی تحت تأثیر قرار می‌گیرد و تصمیم می‌گیرد که با امیلی ازدواج کند و جشن عروسی در دنیای زندگان برگزار شود. آن‌ها به کلیسا می‌روند و بقیهٔ مرده‌ها در جریان شام عروسی ویکتوریا و لرد بارکیس وارد خانه دورگلات‌ها می‌شوند و جشن را به هم می‌زنند و بعد از دیدار خانواده‌هایشان به همراه آن‌ها به سمت کلیسا می‌روند، ویکتوریا نیز آنها را تعقیب می‌کند.
هنگامی که ویکتور قصد دارد سمی را بنوشد که بمیرد، امیلی با دیدن ویکتوریا در گوشهٔ کلیسا نمی‌تواند با وجود عشق بین ویکتور و ویکتوریا اجازه بدهد تا ویکتور به عشق حقیقی اش نرسد و نمی‌گذارد ویکتور سم را بنوشد. او دست ویکتور و ویکتوریا را در دست هم قرار می‌دهد تا با هم ازدواج کنند ولی لرد باکیس سر می‌رسد و قصد بردن ویکتوریا به خارج از شهر را دارد ولی امیلی او را می‌شناسد و می‌گوید قاتل او همان لرد بارکیس بوده. و همگی می‌فهمند لرد بارکیس همانند امیلی قصد داشته ویکتوریا را نیز به قتل برساند ولی نمی‌دانسته او جواهری ندارد. سپس لرد بارکیس با ترس و وحشت روی ویکتوریا شمشیر می‌کشد. ویکتور شجاعانه می‌رود و ویکتوریا را از چنگ لرد بارکیس خلاص می‌کند و سپس با هم درگیر می‌شوند و هنگامی که لرد بارکیس بر ویکتور غلبه می‌کند و قصد کشتن او را دارد، امیلی مداخله می‌کند و جان ویکتور را نجات می‌دهد. امیلی بعد از گرفتن شمشیر از لرد بارکیس، او را به صورت غیر مستقیم می‌کشد. امیلی بعد از مرگ لرد بارکیس حلقه خودش را به ویکتور می‌دهد تا ویکتوریا و ویکتور با هم ازدواج کنند و به زیر نور ماه می‌رود و دسته گل خود را پرت می‌کند که ویکتوریا آن را می‌گیرد سپس امیلی با لبخند سرش را برمی‌گرداند، به ماه خیره می‌شود و نفس راحتی می‌کشد. سپس جسد امیلی تبدیل به پروانه‌های زیادی می‌شوند که به سوی ماه حرکت می‌کنند که احتمالاً نشانه آزادی و رفتن امیلی به بهشت است.

## صداپیشگان
- جانی دپ در نقش ویکتور ون دورت
- هلنا بونهام کارتر در نقش امیلی، عروس مرده، زنی جوان، زیبا، ساده لوح و از گور برخاسته که به موسیقی و رقص علاقه دارد.
- امیلی واتسون در نقش ویکتوریا اورگلوت
- تریسی آلمن در نقش دو شخصیت:
  - نل ون دورت، مادر جاه‌طلب ویکتور و همسر ویلیام که عاشق پسرش است.
  - هیلدگارد، خدمتکار مسن خانهٔ اورگلوت
- پل وایتهاوس در نقش سه شخصیت:
  - ویلیام ون دورت
  - میهیو
  - پال، پیشخدمت ارشد
- جوانا لاملی در نقش بانو مادلین اورگلوت
- آلبرت فینی در نقش دو شخصیت:
  - لرد فینیس اورگلوت، پدر بدرفتار و وزغ‌مانند و بی‌مهرِ ویکتوریا و شوهر مادلین
  - پدربزرگ اورگلوت، پدربزرگ مردهٔ فینیس
- ریچارد ئی. گرانت در نقش بارکیس بیترن
- کریستوفر لی در نقش کشیش گالسوِلز، کشیشی متکبر و بداخلاق که برای اجرای مراسم عروسی ویکتور و ویکتوریا استخدام شده است.
- مایکل گاف در نقش الدر گوتکنخت، اسکلتی باستانی که با خیرخواهی بر دنیای زیرین حکومت می‌کند.
- جین هرکس در نقش دو شخصیت:
  - عنکبوت‌های بیوه
  - خانم پلام
- این ریتل در نقش دو شخصیت:
  - نقش کرم، دوست طعنه‌زن امیلی که در ذهن او زندگی می‌کند و مانند وجدان او عمل می‌کند، نقیضه‌ای از بازیگر متولد مجارستان، پیتر لوره
  - جارچی شهر، که ون دورت‌ها و اورگلات‌ها را از ازدواج ویکتور و امیلی مطلع می‌کند.
- دیپ روی در نقش ژنرال بونسپارت، اسکلتی کوتاه‌قامت با لباس نظامی و شمشیری فرو رفته در سینه‌اش. او نقیضه‌ای از ناپلئون بناپارت است
- دنی الفمن در نقش بون‌جانگلز، اسکلتی شاد، یک چشم و آوازخوان که در اتاق استراحت می‌کند.

صداپیشگان دوبله فارسی
- اشکان صادقی در نقش ویکتور
- صنم نکو اقبال در نقش امیلی
- سحر چوبدار در نقش ویکتوریا
- ابراهیم شفیعی در نقش لرد بارکیس و پدر ویکتوریا
- ندا مقصودی در نقش مادر ویکتوریا
- محمدرضا علیمردانی در نقش کشیش و پدر ویکتور
- ندا آسمانی در نقش نل مادر ویکتور و خانم پلام پیشخدمت
- مهرداد رئیسی در نقش بول و جارچی
- مهدی ثانی خانی در نقش کرم
- مجید حبیبی در نقش بون جانگلز

## جوایز
این فیلم کاندیدای ۱ اسکار (کاندیدای اسکار بهترین فیلم پویانمایی) در سال ۲۰۰۶ شد.